# Drastamat Kanayan
Drastamat Kanayán (en armenio: Դրաստամատ Կանայեան; Sumarli, 31 de mayo de 1884 - Watertown, 8 de marzo de 1956), más conocido como Dro (Դրօ), fue un político y comandante militar armenio, miembro de la Federación Revolucionaria Armenia. Asumió como Ministro de Defensa en 1920, durante la breve independencia del país. Durante la Segunda Guerra Mundial, lideró la Legión Armenia.

## Primeros años
Drastamat Kanayán nació en Surmali, gobernación de Ereván, Imperio ruso (actual Iğdır, Turquía) en 1884. Fue el hijo de Martirós Kanayán, líder del clan Kanayán en Igdir, y su esposa, Horom. En una temprana edad, Martirós matriculó a su hijo en la escuela parroquial de Igdir. Drastamat solía huir de clases para pasar el tiempo cerca de los cuarteles militares, debido a su interés en los ejercicios militares que se realizaban allí. En aquel entonces, Igdir era una importante base militar donde entre 8000 y 10 000 tropas rusas eran destinadas allí, incluyendo infantería, cosacos, caballería y guardias fronterizos. La mayoría de los habitantes del pueblo prosperaron, tras comerciar con los soldados. Al notar que su hijo no tenía ningún interés en los libros y aprendizaje, Martiros lo sacó de la escuela de pueblo y lo matriculó en la Escuela Gimnasio de Ereván.
Drastamat no era el mejor en el Gimnasio, tanto que las notas que obtuvo fueron suficientes para graduarse. Como todas las escuelas de gobierno en las provincias de Rusia,  había una política de rusificación que limitaba la educación en el idioma armenio a solo religión. Historias inspiradas en los triunfos del General Andranik en el Imperio otomano y la difusión del nacionalismo por la Federación Revolucionaria Armenia, Drastamat se unió a un secreto movimiento estudiantil en su escuela que rechazaba el gobierno del Zar y promovían el nacionalismo armenio.

### Edicto sobre propiedades de la Iglesia de Armenia
El 12 de junio de 1903, las autoridades zaristas declararon un edicto para llevar todos los bienes de la Iglesia apostólica armenia bajo control imperial ruso. Esto fue afrontado por una fuerte oposición armenia, porque percibían el edicto como una amenaza a la existencia una nación Armenia. Como resultado, el liderazgo de Armenia decidió a activamente defender sus iglesias enviando milicial que actuaban como guardias y la realización de manifestaciones masivas. Esto incitó a Drastamat a unirse a las filas del Dashnaktsutiún para defender la confiscación de iglesias a través de guardia y manifestaciones públicos.

## Primera Guerra Mundial

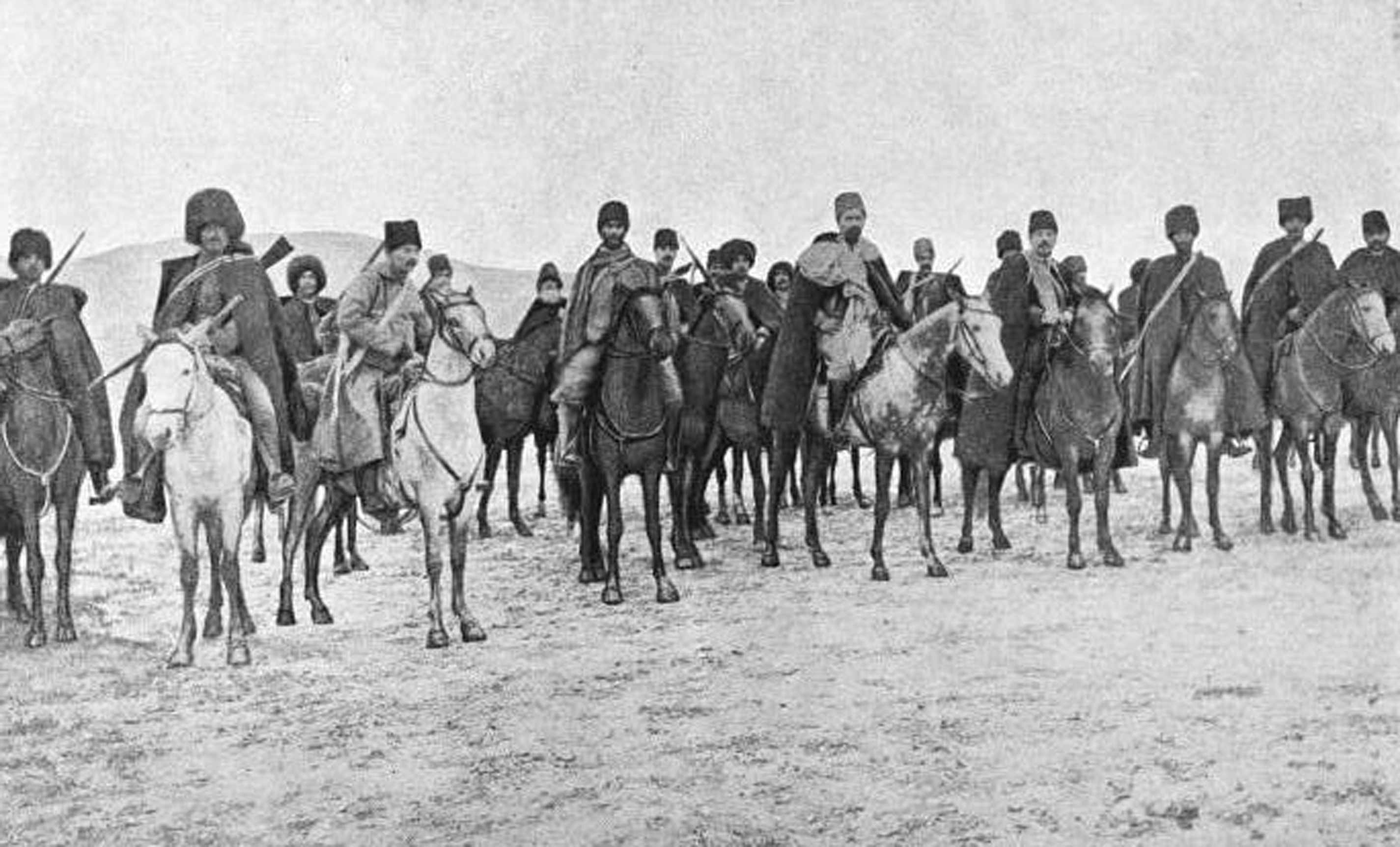
Personal de voluntarios armenios; Khetcho, Drastamat Kanayán, y Karekín Pastermadjián, 1914

Estuvo al mando del destacamento en el Ejército Caucásico ruso durante la Primera Guerra Mundial.  Fue uno de los comandantes de las Unidades Voluntarias de Armenia y condecorado por el zar.

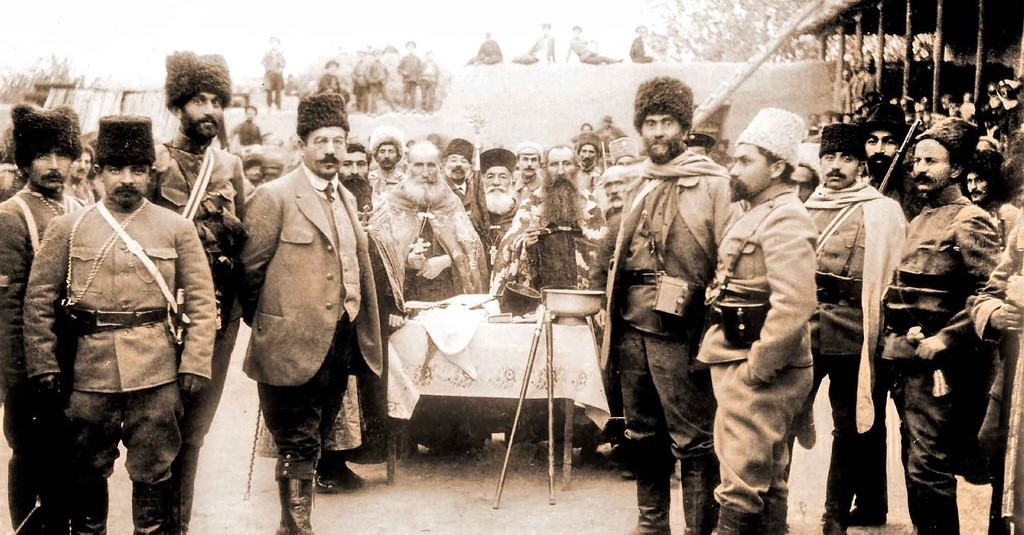
General Dro (tercero a la derecha), dirigiendo el segundo batallón en 1915

En noviembre de 1914,  estaba a cargo del segundo batallón de voluntarios armenios. En la Ofensiva de Bergmann, el segundo batallón combate por primera vez, cerca de Bayazid. En el curso de una sangrienta batalla la cual duró veinticuatro horas, Dro, comandante del baallón, fue seriamente herido. De aquel día a marzo del próximo año,  quedó en estado crítico, pero su batallón dirigió once batallas en las calles de Alashkert, Toutakh, y Malashkert, hasta que Dro se recuperó y regresó a estar al mando. Kanayán ya se había convertido en un dirigente militar popular después de las victorias sobre el Imperio otomano en la Campaña del Cáucaso. [cita requerida]
Entre marzo y abril de 1918, fue nombrado por el Consejo Nacional Militar de Armenia, comisario de la región de Ararat, durante la ocupación turca de Armenia. Fue el comandante del ejército armenio en la Batalla de Bash Abarán.

## República Democrática de Armenia

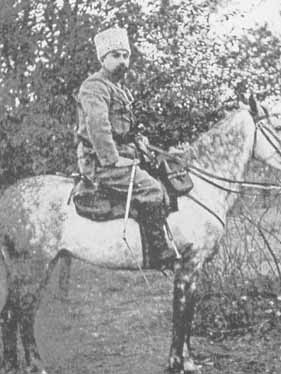
Kanayán a caballo

Desde el 24 de noviembre hasta el 2 de diciembre de 1920, Kanayán era el ministro de Defensa de la breve República Democrática de Armenia y lideró las tropas de su país en varias guerras exitosas. Las últimas batallas contra el Imperio otomano en las Campañas del Cáucaso, evitó la destrucción total de la República de Armenia. Como Ministro de Defensa hacia fines de 1918, estuvo involucrado en la Guerra armenio-azerí de 1918 y la Guerra georgiano-armenia de 1918. Más tarde en 1920, la Guerra turco-armenia. En 1920, después del establecimiento del régimen soviético en Armenia, Drastamat Kanayán permaneció en el país. Fue exiliado con 1200 oficiales del ejército Republicano en enero de 1921; más tarde viajó a Moscú, estableciéndose finalmente en Rumanía en 1925.

### Guerra Armenia-Azerbaiyán
En 1920, Drastamat Kanayán avanzó hasta las cercanías de Shushi. En la noche del 21–22 de marzo de 1920, cuándo los azerbaiyanos celebraban el Novruz Bayram, los armenios de Karabaj se rebelaron y organizaron un ataque sorpresivo. Durante estos enfrentamientos, miles de personas murieron en ambos bandos, con más de 7.000 hogares incendiados y con Shusha prácticamente sin población armenia.
En abril de 1920, el liderazgo bolchevique del Ejército Rojo informó a Kanayán que abandonara Karabaj. Karabaj-Zangezur estaba en la rotura de confrontación armada entre Armenia y Azerbaiyán, y Kanayán sabía que si no cumplía con esta demanda. el Ejército Rojo y las fuerzas armadas de Azerbaiyán tendrían que actuar conjuntamente.
Fue forzado a retirarse, debido a la sovietización de Azerbaiyán y las garantías dadas por los emisarios de Sergó Ordzhonikidze con respecto a una solución justa al conflicto en Karabaj. El 26 de mayo de 1920, el 10.º Congreso del Consejo Nacional Armenio de Karabaj, el cual tuvo lugar en el pueblo de Taghavard, proclamó el cambio de cargo. El "Consejo Nacional Armenio de Karabaj" fue reemplazado con el El Comité Revolucionario de Nagorno Karabaj, al mando de S. Hambartsumian. Ese mismo día, Kanayán junto con sus unidades fueron forzados a dejar Karabaj.

## Segunda Guerra Mundial
Durante el Terror Rojo de Stalin, muchos armenios fueron asesinados o encarcelados. Durante la Segunda Guerra Mundial, el clan Dashnak vio una buena oportunidad para liberarse de Stalin y crearon una nación armenia en un mundo posterior a este conflicto mundial, dominado por las potencias del Eje.[cita requerida]
El 8 de febrero de 1942,  formaron una Legión de 11 batallones de aquellos armenios, que fueron prisioneros en los campos de concentración nazi y habían optado luchar por las fuerzas alemanas en lugar de afrontar las condiciones genocidas de aquellos campamentos. La Legión estaba compuesta de 18 000 hombres y había sido conocida como la Legión Armenische, mientras que el 812.º Batallón Armenio de la Wehrmacht como cada batallón de esta unidad, tuvo 1000 hombres bajo el mando de Kanayán. La Legión fue entrenada por agentes de las Wehrmacht y participaron en la ocupación de Crimea y el Cáucaso.
De acuerdo a Joris Versteeg, el número total de armenios sirviendo en las fuerzas armadas alemanas durante la guerra eran 18 000: 11 000 fueron instalados en batallones de campo, mientras que los 7000 restantes fueron colocados en unidades no-combatientes y en logística. Ailsby pone el número en 11 600. Después de la Segunda Guerra Mundial, Kanayán emigró a los Estados Unidos y continuó sus actividades políticas con el propósito de avanzar en la causa armenia. En 1947, en el Congreso Mundial del A.R.F., fue perdonado por su colaboración con los nazis, que podía justificar con fuertes argumentos, y fue nuevamente elegido miembro del Partido.

## Muerte, funeral, y legado
Al finalizar la Segunda Guerra Mundial, Drastamat Kanayán fue arrestado por las tropas estadounidenses, pero poco después fue liberado. A través de la gran diáspora armenia, Kanayán se estableció en el Líbano. Mientras viajaba hacia Estados Unidos para un tratamiento médico, falleció en Watertown el 8 de marzo de 1956. Sus restos fueron trasladados Armenia para el entierro final en Aparan, el 28 de mayo de 2000, dentro de la conmemoración del 82.º aniversario de la República Democrática de Armenia.
El gobierno de Armenia fundó el Instituto Nacional General Dro de Estudios Estratégicos, y el Ministerio de Defensa creó una medalla en su nombre para condecorar a civiles y militares sobresalientes en su formación militar.

## Galería

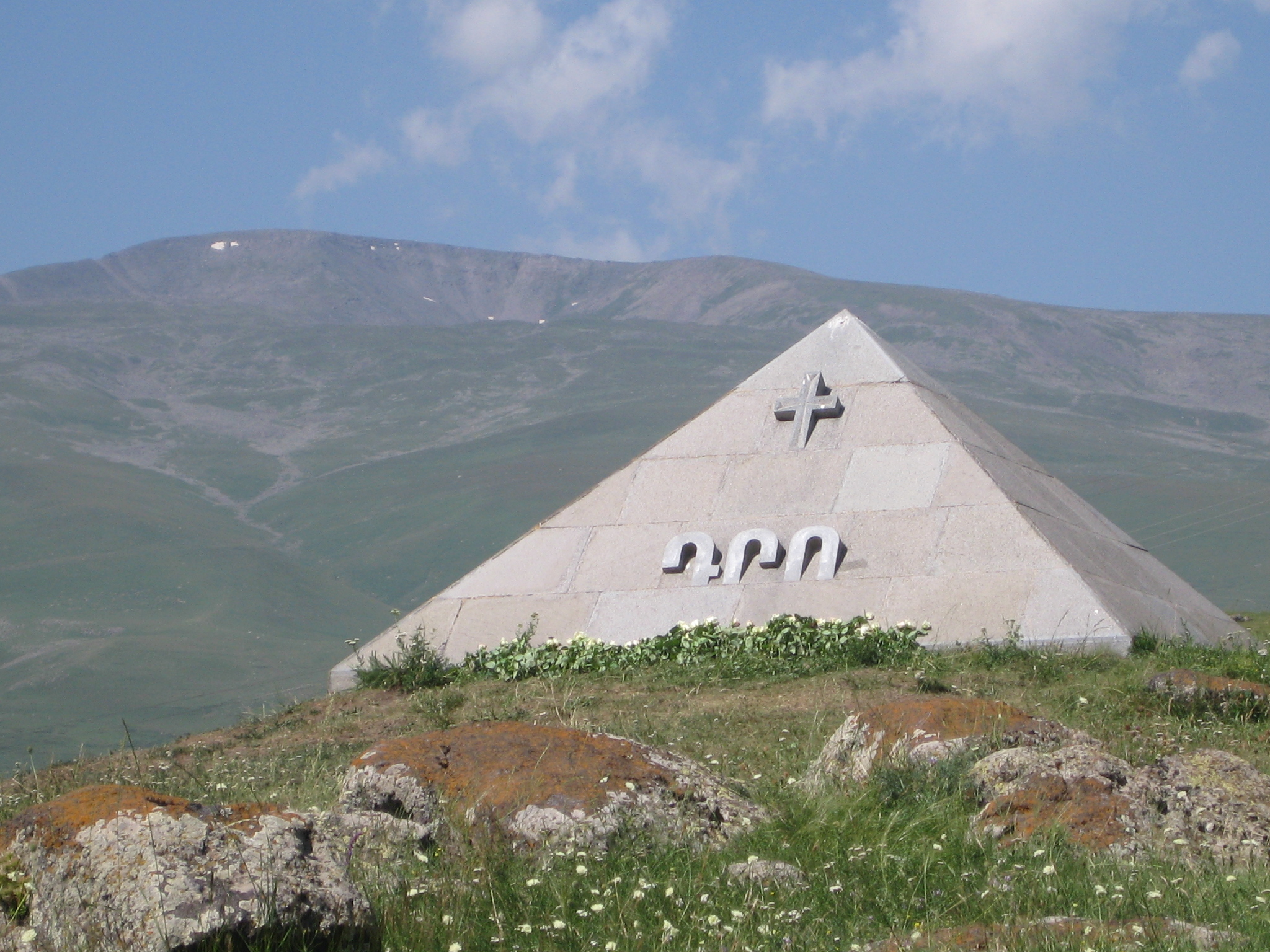
Mausoleo Dro en Aparán, Armenia
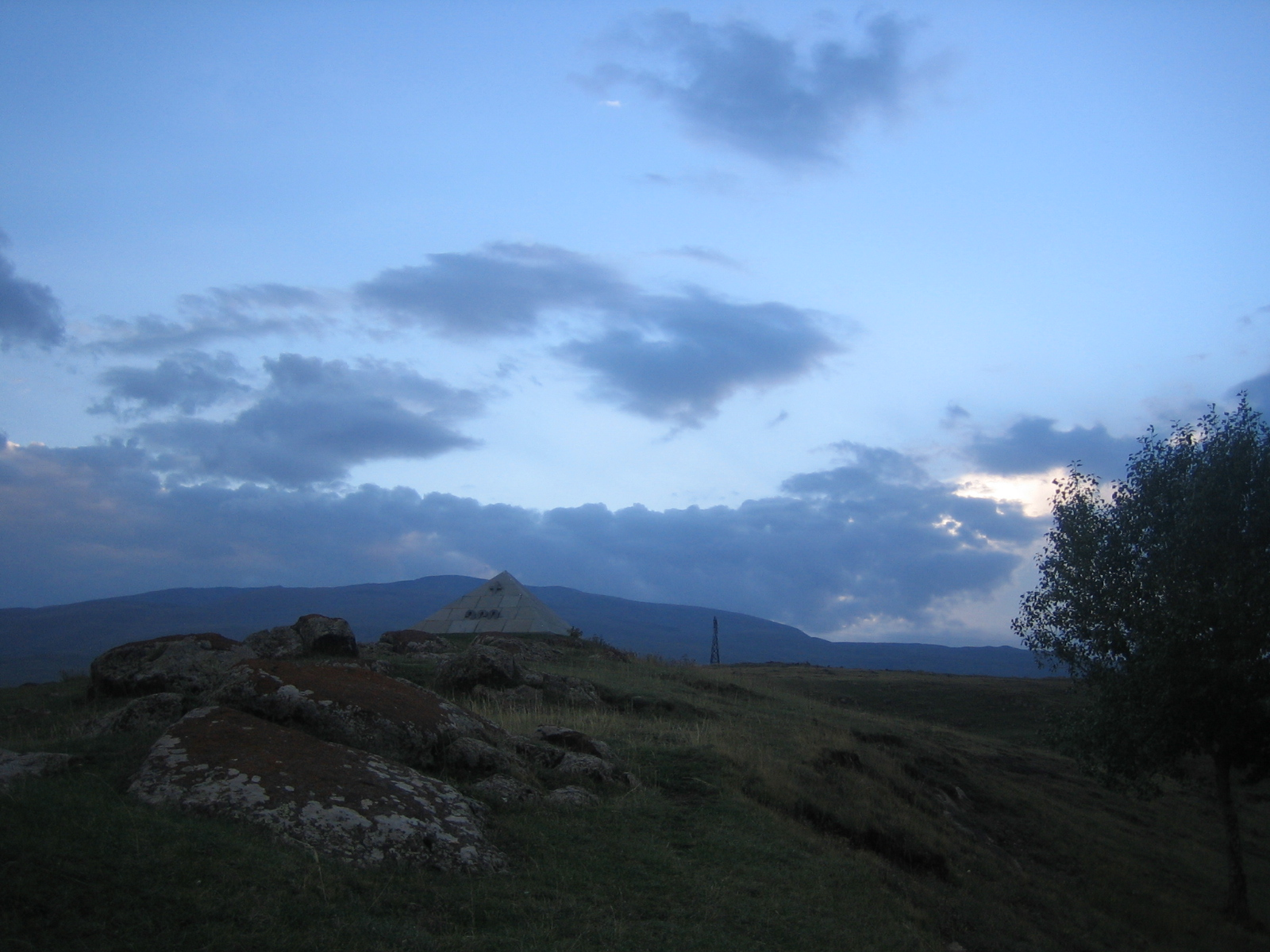
Mausoleo Dro durante la noche
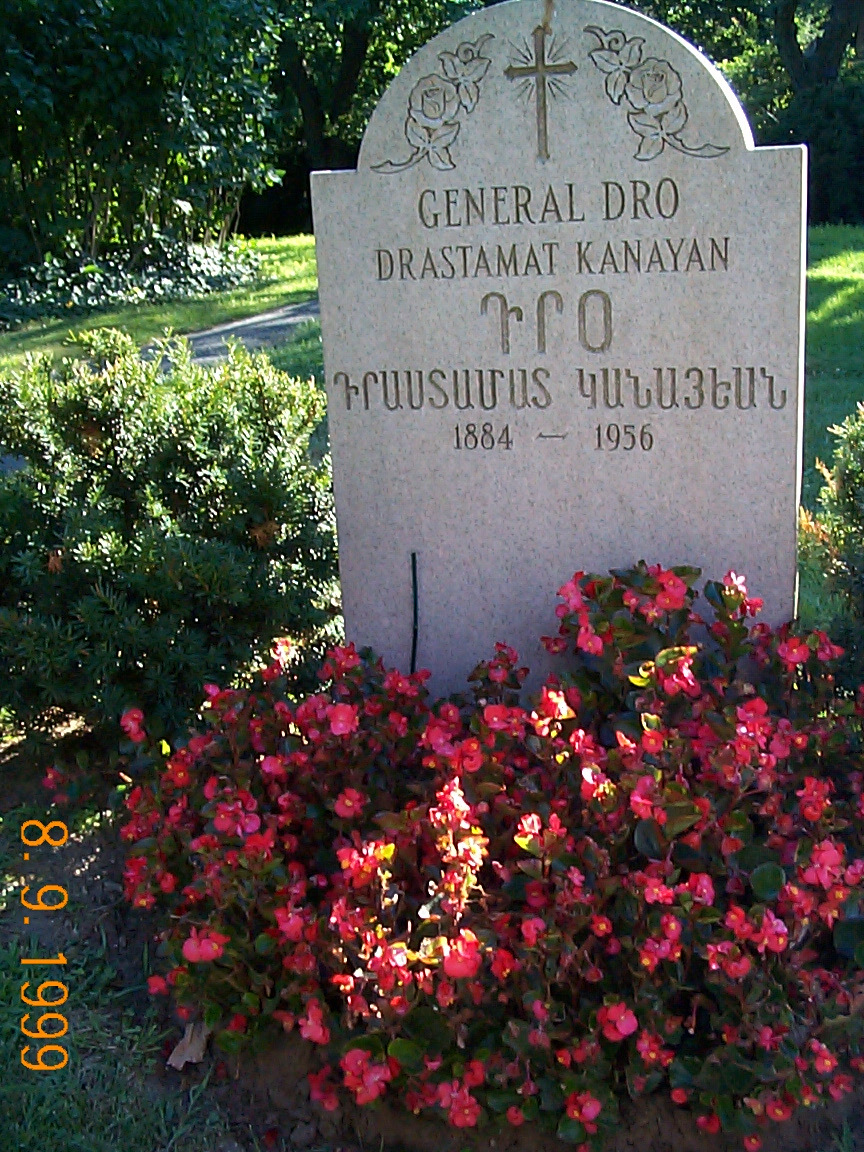
Tumba de Dro en el Cementerio Mount Auburn, Watertown, Massachusetts (antes de su repatriación a Armenia)
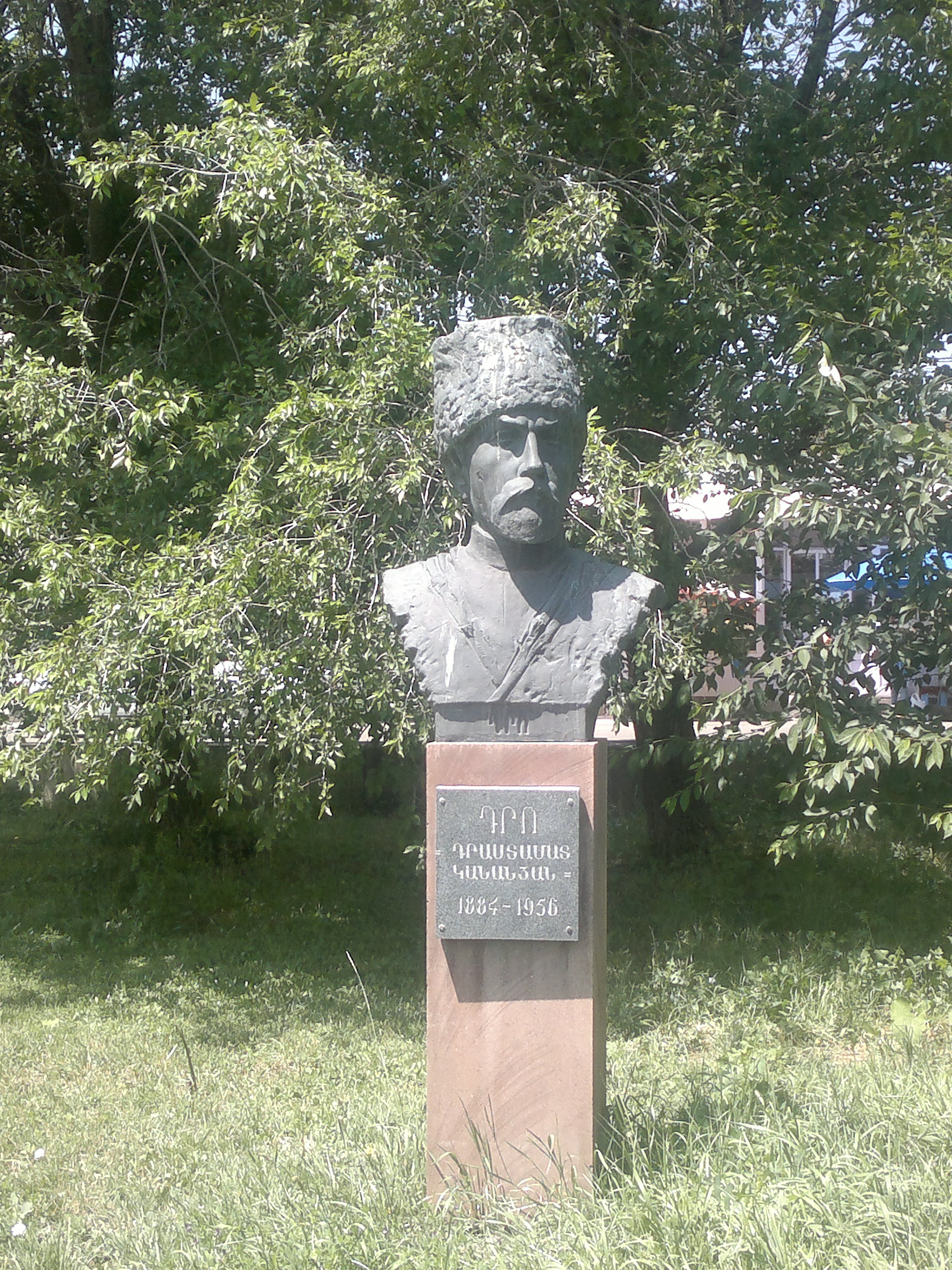
Busto de Dro en Guiumrí
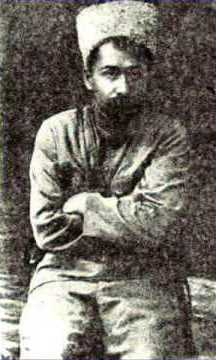
General Dro